# Geukbisusa
Pour plus de détails, voir Fiche technique et Distribution.
Geukbisusa (hangeul : 극비수사 ; litt. « Enquête ultra-secrète ») est un film sud-coréen réalisé par Kwak Kyung-taek, sorti en 2015.
Il s'agit de l'histoire vécue de l'inspecteur Gong Gil-yong et du gourou Kim Joong-san qui, pendant 33 jours, enquêtaient sur l'affaire d'enlèvement d'une petite fille, en 1978, à Pusan,,.

## Synopsis
En 1978, une jeune fille nommée Eun-joo a disparu à Pusan. Sa mère rencontre un diseur de bon aventure, Kim Joong-san, qui lui affirme que sa fille est vivante et que, pour la retrouver, il faut engager l'inspecteur Gong Gil-yong.

## Fiche technique
Sauf indication contraire ou complémentaire, les informations mentionnées dans cette section peuvent être confirmées par la base de données de KMDb
- Titre original : 극비수사
- Titre anglophone : The Classified File
- Titre français : Geukbisusa
- Réalisation : Kwak Kyung-taek
- Scénario : Han Dae-deok et Kwak Kyung-taek
- Musique : Kim Hyeong-seok
- Direction artistique : Kim Yu-jeong
- Costumes : Lee Eun-gyeong
- Photographie : Ki Se-hoon
- Son : Lee Seung-yup
- Montage : Kim Chang-ju
- Production : Yoo Ju-young
- Sociétés de production : JCon Company[1],[2] ; Shinsegae[2] (coproduction)
- Société de distribution : Showbox
- Pays de production :  Corée du Sud
- Langue originale : coréen
- Genre : drame policier
- Durée : 108 minutes
- Dates de sortie :
  - Corée du Sud : 18 juin 2015

## Distribution
- Kim Yoon-seok : Gong Gil-yong
- Yoo Hae-jin : Kim Joong-san
- Jang Young-nam : la tante d'Eun-joo
- Jeong Ho-bin : Seo Jung-hak
- Lee Ho-cheol : Bae Cheol-ho
- Jang Ji-geon : l'inspecteur Jo
- Jang Myeong-gap : le chef Yoo
- Jin Sun-mi : la femme de Joong-san
- Lee Jun-hyuk : Mae Seok-hwan
- Lee Ho-chul : Bae Cheol-ho
- Yoon Jin-ha : Cheon, lme chauffuer
- Song Young-chang : le père d'Eun-joo

## Production
Le 7 octobre 2014, l'agence Polaris Entertainment annonce que Jeong Ho-bin est choisi pour interpréter Seo Jung-hak, chef du département d'enquête, dans le nouveau film de Kwak Kyung-taek — une retrouvaille après Friend 2 (친구2, 2013),, avec Kim Yoon-seok, Yoo Hae-jin et Jang Young-nam étant déjà été choisis.
Le tournage commence en juin 2014. Il a lieu dans neuf ville, précisément, entre autres, à Séoul, Pusan, Gwangju, Jecheon, Ulsan, et à Daejeon, et s'achève en septembre 2014.

## Accueil
Fin avril 2015, la sortie du film est confirmée en ce juin, en dévoilant onze photos,. En mai, Showbox Mediaplex dévoile finalement la date, le 18 juin, avec une nouvelle affiche dévoilant les acteurs principaux Kim Yoon-seok et Yoo Hae-jin.

## Distinctions

### Récompense
- Buil Film Awards 2015 : meilleur réalisateur[15]

### Nominations
- Blue Dragon Film Awards 2015[15] :
  - Meilleur film
  - Meilleur réalisateur
  - Meilleure actrice dans un second rôle pour Jang Young-nam

- Baeksang Arts Awards 2016[15] :
  - Meilleure actrice dans un second rôle pour Jang Young-nam
  - Meilleur scénario pour Han Dae-deok et Kwak Kyung-taek